# Алтыновский сельский совет (Кролевецкий район)
Алтыновский сельский совет (укр. Алтинівська сільська рада) — входит в состав
Кролевецкого района
Сумской области
Украины.
Административный центр сельского совета находится в 
с. Алтыновка
.

## Населённые пункты совета
- с. Алтыновка